# (400196) 2006 YL13
(400196) 2006 YL13 es un asteroide perteneciente a asteroides que cruzan la órbita de Marte, descubierto el 16 de diciembre de 2006 por el equipo del Catalina Sky Survey desde el Catalina Sky Survey, Arizona, Estados Unidos.

## Designación y nombre
Designado provisionalmente como 2006 YL13.

## Características orbitales
2006 YL13 está situado a una distancia media del Sol de 2,602 ua, pudiendo alejarse hasta 3,643 ua y acercarse hasta 1,561 ua. Su excentricidad es 0,400 y la inclinación orbital 27,06 grados. Emplea 1533,77 días en completar una órbita alrededor del Sol.

## Características físicas
La magnitud absoluta de 2006 YL13 es 16,8.